# Испанская революция (1820)
Испанская революция 1820—1823 (исп. Trienio Liberal, «Свободное трёхлетие») — революция в Испании, задачей которой была отмена феодальных отношений в Испании. Причинами революции являлся социально-экономический кризис, французская оккупация 1808—1813 годов, отделение американских колоний. Начало революции положило выступление войск в Кадисе, вызвавшее восстание во всей стране. 9 марта 1820 года король Фердинанд VII восстановил конституцию 1812 года. Были ликвидированы майораты, закрыты части монастырей с национализацией их земли, наполовину сокращены церковные десятины, введен прямой подоходный земельный налог, единый таможенный тариф.
В 1821 году оживилась контрреволюция, опиравшаяся на поддержку иностранных держав. 7 апреля 1823 года Франция предприняла интервенцию в Испанию. Интервенты быстро продвинулись вперёд. 30 сентября 1823 года капитулировало конституционное правительство. 1 октября 1823 года король восстановил абсолютистский режим.

## История

### Предыстория
Реставрация старого порядка в 1814 г. обострила социально-экономические и политические противоречия внутри испанского общества. Развитие капиталистического уклада требовало проведения буржуазных преобразований.
В первые десятилетия XIX в. увеличилась численность хлопчатобумажных, шелковых, суконных, железоделательных мануфактур. Крупнейшим центром мануфактурного производства стала Каталония. В Барселоне встречались предприятия, на которых работало до 600—800 человек. Рабочие, занятые на мануфактурах, трудились как в хозяйских мастерских, так и на дому. Мануфактурное производство пустило корни и в деревне: в Каталонии и Валенсии многие безземельные крестьяне летом батрачили, а зимой работали на суконных мануфактурах.
Важное место в испанской экономике занимала колониальная торговля. С ней были неразрывно связаны интересы купцов и судовладельцев Кадиса, Барселоны и других портовых городов. Колонии в Латинской Америке служили рынком сбыта для испанской текстильной промышленности.
Развитие капиталистических отношений в промышленности сталкивалось с целым рядом препятствий. В Испании сохранялись внутренние таможенные пошлины, алькабала (средневековый налог на торговые сделки), государственные монополии; в городах продолжали существовать многочисленные цехи.
В испанской деревне преобладали феодальные отношения. Более 2/3 обрабатываемой земли находилось в руках дворянства и церкви. Система майоратов гарантировала сохранение монополии феодалов на землю. Многочисленные феодальные повинности, налоги и церковная десятина тяжелым грузом лежали на крестьянских хозяйствах. Держатели выплачивали поземельные повинности в денежной или натуральной форме; феодалы продолжали пользоваться баналитетными правами и другими сеньориальными привилегиями. Примерно половина испанских деревень находилась под юрисдикцией светских сеньоров и церкви.
Рост цен на хлеб и другие продукты в XVIII в. способствовал втягиванию дворянства во внутреннюю и колониальную торговлю. В северных районах Испании, где были распространены различные формы феодального держания и полуфеодальной аренды, этот процесс приводил к усилению натиска сеньоров на крестьян. Дворяне пытались увеличить существующие повинности и ввести новые, сократить сроки держания, что вело к постепенному превращению держателей в арендаторов. Участились случаи захвата сеньорами общинных земель. По-другому обстояло дело в Андалусии, Эстремадуре, Новой Кастилии — районах крупного дворянского землевладения. Здесь вовлечение дворян в торговлю вызывало сокращение традиционной мелкокрестьянской аренды и расширение собственного хозяйства сеньоров, основанного на применении труда батраков и малоземельных крестьян. Проникновение капиталистических отношений в сельское хозяйство ускорило расслоение деревни: возрастала численность малоземельных и безземельных крестьян, выделялась зажиточная крестьянская верхушка.
Разбогатевшие купцы и предприниматели, желая упрочить свое положение, приобретали наделы разорившихся крестьян и общинные земли. Многие буржуа брали на откуп феодальные повинности и церковную десятину. Рост буржуазного землевладения и приобщение буржуазии к эксплуатации крестьянства сближали верхушку буржуазии с той частью дворянства, которая была в наибольшей степени связана с торговлей. Поэтому испанская буржуазия, объективно заинтересованная в ликвидации феодализма, в то же время тяготела к компромиссу с дворянством.
Феодально-абсолютистские порядки, восстановленные в 1814 г., вызывали резкое недовольство широких кругов буржуазии, либерального дворянства, военных, интеллигенции. Экономическая слабость испанской буржуазии, отсутствие у нее опыта политической борьбы привели к тому, что особую роль в революционном движении в первые десятилетия XIX в. стала играть армия. Активное участие военных в борьбе против французских захватчиков, взаимодействие армии с партизанскими отрядами способствовали ее демократизации и проникновению в нее либеральных идей. Патриотически настроенные офицеры начали осознавать необходимость глубоких перемен в жизни страны. Передовая часть армии выступала с требованиями, отражавшими политические интересы буржуазии.
В 1814—1819 гг. в армейской среде и во многих крупных городах — Кадисе, Ла-Корунье, Мадриде, Барселоне, Валенсии, Гранаде — возникали тайные общества масонского типа. Участники заговоров — офицеры, юристы, торговцы, предприниматели — ставили перед собой цель подготовить пронунсиамьенто — государственный переворот, совершаемый армией,— и установить конституционную монархию. В 1814—1819 гг. неоднократно предпринимались попытки подобных выступлений. Крупнейшее из них произошло в сентябре 1815 г. в Галисии, где в восстании приняло участие около тысячи солдат под руководством X. Диаса Порльера, героя антинаполеоновской войны. Абсолютизм жестоко расправился с организаторами восстания, офицерами и купцами Ла-Коруньи. Однако репрессии не могли покончить с революционным движением.

### Начало революции
Толчком к началу второй буржуазной революции в Испании послужила война за независимость испанских колоний в Латинской Америке. Эта тяжелая и безуспешная для Испании война привела к окончательной дискредитации абсолютизма и росту либеральной оппозиции. Центром подготовки нового пронунсиамьенто стал Кадис, в окрестностях которого были расквартированы войска, предназначенные для отправки в Латинскую Америку.
1 января 1820 г. недалеко от Кадиса началось восстание в армии, его возглавил подполковник Рафаэль Риего. Вскоре к отряду Риего присоединились войска под командованием А. Кироги. Целью восставших было восстановление конституции 1812 г.
Революционные войска пытались взять Кадис, однако эта попытка окончилась неудачей. Стремясь заручиться поддержкой населения, Риего настоял на проведении рейда по Андалусии. Отряд Риего по пятам преследовали войска роялистов; к концу рейда от двухтысячного отряда осталось всего 20 человек. Но известие о восстании и походе Риего всколыхнуло всю страну. В конце февраля — начале марта 1820 г. начались волнения в крупнейших городах Испании.
6—7 марта люди вышли на улицы Мадрида. В этих условиях Фердинанд VII вынужден был объявить о восстановлении конституции 1812 г., созыве кортесов, упразднении инквизиции. Король назначил новое правительство, состоявшее из умеренных либералов — «модерадос».
Начавшаяся революция вовлекла в политическую жизнь широкие круги городского населения. Весной 1820 г. повсюду создавались многочисленные «Патриотические общества», выступавшие в поддержку буржуазных преобразований. В деятельности «Патриотических обществ», со временем превратившихся в политические клубы, участвовали предприниматели и торговцы, интеллигенция, военные, ремесленники. Всего в годы революции насчитывалось более 250 «Патриотических обществ», которые сыграли важную роль в политической борьбе. Одновременно в городах формировались отряды национальной милиции, взявшие на себя борьбу с контрреволюционными силами. Войска, поднявшие восстание на юге страны в январе 1820 г., вошли в состав так называемой армии наблюдения, призванной защищать завоевания революции; возглавил ее Р. Риего.
Преимущественным влиянием в «армии наблюдения», в национальной милиции и «Патриотических обществах» пользовалось левое крыло либералов — «восторженные» («эксальтадос»). Среди руководителей «эксальтадос» были многие участники героического восстания в январе 1820 г.— Р. Риего, А. Кирога, Э. Сан-Мигель. «Эксальтадос» требовали решительной борьбы против сторонников абсолютизма и последовательного проведения в жизнь принципов конституции 1812 г., расширения деятельности «Патриотических обществ», усиления национальной милиции. В 1820—1822 гг. «эксальтадос» пользовались поддержкой широких кругов городского населения.
Революция нашла отклик и в деревне. В кортесы поступали жалобы сеньоров на крестьян, прекративших платить повинности; в некоторых районах крестьяне отказывались от уплаты налогов. Осенью 1820 г. в провинции Авила крестьяне пытались разделить земли герцога Мединасели — одного из крупнейших испанских феодалов. Волнения в деревне выдвинули аграрный вопрос на первый план политической борьбы.
Пришедшие к власти в марте 1820 г. умеренные либералы опирались на поддержку либерального дворянства и верхушки буржуазии. «Модерадос» одержали победу на выборах в кортесы, которые открылись в Мадриде в июне 1820 г.
Социально-экономическая политика «модерадос» благоприятствовала развитию промышленности и торговли: была отменена цеховая система, упразднены внутренние таможенные пошлины, монополии на соль и табак, провозглашена свобода торговли. Осенью 1820 г. кортесы приняли решение о ликвидации религиозных орденов и закрытии части монастырей. Их имущество перешло в собственность государства и подлежало продаже. Были отменены майораты — отныне дворяне могли свободно распоряжаться своей земельной собственностью. Многие обедневшие идальго стали продавать свои земли. Аграрное законодательство «модерадос» создало возможность перераспределения земельной собственности в пользу буржуазии.
Более сложным оказалось решение вопроса о феодальных повинностях. «Модерадос» стремились к компромиссу с дворянством; в то же время волнения в деревне заставляли буржуазных революционеров идти навстречу требованиям крестьян. В июне 1821 г. кортесы приняли закон об отмене сеньориальных прав. Закон отменял юридическую и административную власть сеньоров, баналитеты и другие сеньориальные привилегии. Поземельные повинности сохранялись, если сеньор мог документально доказать, что земля, обрабатываемая крестьянами, является его частной собственностью. Однако Фердинанд VII, вокруг которого сплотились силы феодальной реакции, отказался утвердить закон об отмене сеньориальных прав, использовав право приостанавливающего вето, предоставленное королю конституцией 1812 г.
Боясь вступить в конфликт с дворянством, «модерадос» не решились нарушить королевское вето. Закон об отмене сеньориальных прав остался на бумаге.
«Модерадос» стремились не допустить углубления революции и поэтому выступали против вмешательства народных масс в политическую борьбу. Уже в августе 1820 г. правительство распустило «армию наблюдения», в октябре ограничило свободу слова, печати и собраний. Эти меры привели к ослаблению революционного лагеря, что сыграло на руку роялистам. В 1820—1821 гг. они организовывали многочисленные заговоры с целью восстановления абсолютизма.

### Приход к власти «эксальтадос»
Недовольство народных масс политикой правительства, его нерешительностью в борьбе с контрреволюцией привело к дискредитации «модерадос». Влияние же «эксальтадос», напротив, возросло. Народ связывал с ними надежды на продолжение революционных преобразований. В конце 1820 г. от «эксальтадос» отделилось радикальное крыло, получившее название «комунерос». Участники этого движения считали себя продолжателями той борьбы, которую вели против усиления королевской власти «комунерос» XVI в.
Опорой движения «комунерос» были городские низы. Резко критикуя умеренных либералов, «комунерос» требовали очистить государственный аппарат от приверженцев абсолютизма, восстановить демократические свободы и «армию наблюдения».
Но движению городских низов в годы второй буржуазной революции были присущи серьезные слабости. Во-первых, в среде «комунерос» сохранялись монархические иллюзии, несмотря на то что король и его окружение являлись оплотом реакционных сил. Во-вторых, движение «комунерос» было оторвано от крестьянства, составлявшего большинство населения страны. Хотя один из руководителей «комунерос» — Ромеро Альпуенте выступал в кортесах с требованием ликвидации всех крестьянских повинностей, это движение в целом не вело борьбу в защиту интересов крестьян.
В начале 1822 г. на выборах в кортесы одержали победу «эксальтадос». Председателем кортесов был избран Р. Риего. В июне 1822 г. кортесы приняли закон о пустошах и королевских землях: половину этой земли предполагалось продать, а другую — распределить между ветеранами антинаполеоновской войны и безземельными крестьянами. Таким путем «эксальтадос» пытались облегчить положение самой обездоленной части крестьян, не нарушая при этом коренных интересов дворянства.
Сдвиг влево, происшедший в политической жизни страны, вызвал ожесточенное сопротивление роялистов. В конце июня — начале июля 1822 г. в Мадриде произошли столкновения между королевской гвардией и национальной милицией. В ночь с 6 на 7 июля гвардейцы пытались захватить столицу, однако национальная милиция при поддержке населения нанесла поражение контрреволюционерам. Правительство «модерадос», искавшее примирения с роялистами, вынуждено было уйти в отставку.
В августе 1822 г. к власти пришло правительство «эксальтадос» во главе с Э. Сан-Мигелем. Новое правительство более активно повело борьбу с контрреволюцией. В конце 1822 г. войска генерала Мины — легендарного вождя антинаполеоновской герильи — разгромили контрреволюционные банды, созданные роялистами в горных районах Каталонии. Подавляя контрреволюционные выступления, «эксальтадос» в то же время ничего не сделали для углубления революции. Правительство Э. Сан-Мигеля фактически продолжало аграрную политику умеренных либералов. Либеральное дворянство и верхушка буржуазии в 1820—1821 гг. добились осуществления своих целей и не были заинтересованы в дальнейшем развитии революции. Отсутствие радикальных социально-экономических и политических преобразований лишило «эксальтадос» поддержки народных масс; против правительства стало выступать движение «комунерос».

### Контрреволюционная интервенция и реставрация абсолютизма
События 1820—1822 годов показали, что испанская реакция не может самостоятельно подавить революционное движение. Поэтому Веронский конгресс Священного союза, собравшийся в октябре 1822 года, принял решение об организации интервенции. В апреле 1823 года французские войска перешли испанскую границу. Разочарование крестьянских масс в политике либеральных правительств, быстрый рост налогов, а также борьба духовенства против нового порядка привели к тому, что крестьяне не поднялись на борьбу с интервентами.
В мае 1823 года, когда значительная часть страны уже находилась в руках интервентов, «эксальтадос» приняли решение о вступлении в силу закона об отмене сеньориальных прав. Однако этот запоздалый шаг уже не смог изменить отношение крестьян к буржуазной революции. Правительство и кортесы были вынуждены покинуть Мадрид и переехать в Севилью, а затем в Кадис. Несмотря на героическое сопротивление армии генерала Мины в Каталонии и отрядов Риего в Андалусии, в сентябре 1823 года почти вся Испания оказалась во власти контрреволюционных сил.
1 октября 1823 года Фердинанд VII подписал декрет, отменявший все законы, принятые кортесами в 1820—1823 годах. В Испании вновь утвердился абсолютизм, церкви были возвращены отнятые у неё земли. Правительство начало преследовать участников революции. В ноябре 1823 года был казнен Р. Риего. Ненависть камарильи к революционному движению дошла до того, что в 1830 году король приказал закрыть все университеты, видя в них источник либеральных идей.
Попытки испанского абсолютизма восстановить свою власть в Латинской Америке оказались тщетными. К началу 1826 года Испания потеряла все колонии в Латинской Америке, за исключением Кубы и Пуэрто-Рико.

## Итоги
Буржуазная революция 1820—1823 гг. потерпела поражение. Буржуазные преобразования либералов восстановили против них феодальную реакцию как в самой Испании, так и за ее пределами. В то же время аграрная политика либералов оттолкнула от буржуазной революции крестьян. Лишенный поддержки со стороны народных масс, блок либерального дворянства и верхушки буржуазии не смог отразить натиск феодально-абсолютистских сил.
Тем не менее революция 1820—1823 гг. расшатала устои старого порядка, подготовив почву для дальнейшего развития революционного движения. События Испанской революции оказали большое влияние на революционные процессы в Португалии, Неаполе и Пьемонте.
Победа феодально-абсолютистских сил в 1823 г. оказалась непрочной. Реакционный режим Фердинанда VII не мог остановить поступательного развития капитализма. Начавшаяся в 30—40-е годы промышленная революция обострила противоречия между потребностями развития капиталистических отношений и сохранением «старого порядка». Потеря большей части колоний в Латинской Америке ударила по интересам торгово-промышленной буржуазии. Испанская буржуазия, лишившись колониальных рынков, начала более активно бороться против феодальных пережитков, мешавших развитию предпринимательства и торговли в самой Испании.
В 1823—1833 гг. в Испании вновь возникают тайные общества, ставившие своей целью свержение абсолютизма. Неоднократные попытки осуществить эту задачу оканчивались неудачей из-за слабой связи заговорщиков с населением. И все же, несмотря на постоянные преследования либералов, влияние противников абсолютизма в среде буржуазии продолжало возрастать.
В то же время во второй половине 20-х годов в Испании активизировались силы крайней реакции. Они обвиняли Фердинанда VII в «слабости», требовали усилить террор против либералов и укрепить позиции церкви. Наиболее реакционная часть дворянства и духовенства сплотилась вокруг брата Фердинанда VII — Карлоса.